# L.A. Woman
| Recensione                        | Giudizio      |
| --------------------------------- | ------------- |
| AllMusic                          | [ 10 ]        |
| Robert Christgau                  | A-            |
| The New Rolling Stone Album Guide | [ 12 ]        |
| Sputnikmusic                      | 4.2 (Superb)  |
| Piero Scaruffi                    | [ 14 ]        |
| Pop Matters                       | [ 15 ]        |
| Ondarock                          | (consigliato) |

L.A. Woman è il sesto album discografico dei Doors, pubblicato nel 1971; nel 2003 la rivista Rolling Stone ha inserito l'album al 362º posto della sua lista dei 500 migliori album. È l'ultimo disco registrato dai Doors prima della morte del cantante Jim Morrison.

## Descrizione
I primi demo del materiale dell'album furono registrati negli studi Sunset Sound Recorders, poi la band si trasferì in uno studio nel seminterrato del loro quartier generale, Doors Workshop. La maggior parte dei pezzi fu registrata in presa diretta, escluse alcune parti di tastiera sovraincise. Il disco fu ultimato in poche settimane.
Dopo l'allontanamento del loro storico produttore Paul A. Rothchild (che, contrariamente a quanto si disse allora, amava Riders on the Storm ma non sopportava la svolta commerciale di canzoni come Love Her Madly che definiva "musica da cocktail"), nel novembre 1970 i Doors e l'ingegnere del suono Bruce Botnick iniziarono la produzione dell'album allo studio "The Doors Workshop" di Los Angeles. Botnick utilizzò il vecchio banco mixer a otto piste dello studio Sunset Sound Recorders. Jim Morrison registrò la maggior parte delle sue parti vocali nella stanza da bagno dello studio per ottenere un suono "più pieno". Alla registrazione del disco presero parte anche due musicisti esterni: il bassista di Elvis Presley Jerry Scheff, e Marc Benno, ex chitarrista ritmico di Leon Russell.
I singoli estratti da questo album furono Love Her Madly (Lato B: (You Need Meat) Don't Go No Further) e Riders on the Storm (Lato B: The Changeling), che si piazzarono rispettivamente alla posizione 11 e 14 nelle classifiche del tempo, mentre l'album raggiunse la posizione numero 9.
Con L.A. Woman i Doors conquistarono l'ottavo disco d'oro consecutivo che successivamente diventò di platino, ed entrarono nella storia come prima rock'n roll band statunitense capace di produrre 8 dischi d'oro e di platino consecutivi.
L'album contiene in maggioranza brani blues come The Changeling e Been Down So Long (il cui titolo si ispira a quello del romanzo di Richard Fariña Been Down So Long It Looks Like Up to Me), lenti come Cars Hiss By My Window (il cui testo è stato definito da alcuni critici come una della rappresentazioni "più allucinanti e desolate di una situazione post-coito"), e gli otto minuti della title track L.A. Woman. Contiene una cover di Crawling King Snake del bluesman John Lee Hooker, ultima delle reinterpretazioni da parte della band di classici blues dopo Back Door Man di Willie Dixon, Who Do You Love? di Bo Diddley, Little Red Rooster di Howlin' Wolf, e altre cover eseguite nei concerti. Ma sono presenti anche composizioni che esulano dal blues, come L'America, la quale abbraccia la psichedelia, i ritmi pop di Love Her Madly di Robby Krieger, e i brani sperimentali The Wasp (Texas Radio & The Big Beat) e Riders on the Storm. In Hyacinth House, Ray Manzarek suona all'organo una citazione della Polacca in La bemolle maggiore op. 53 del compositore polacco Fryderyk Chopin.
Morrison poco dopo la registrazione si recò a Parigi, lasciando Los Angeles per non tornarvi mai più. In L'America, brano scritto durante le sessioni dell'album The Soft Parade per la colonna sonora di un film di Michelangelo Antonioni (Zabriskie Point) ma poi non utilizzato dal regista, si narra di un viaggio nell'America Latina attraverso la storia della scoperta dell'America, mentre Hyacinth House parla della solitudine. La poesia surrealista The Wasp, che celebra la nascita del rock and roll e le radio texane di rhythm & blues, cede il passo a Riders on the Storm.
I Doors andarono in tournée prima di aver completato l'album, un breve tour di sole due date. Il primo concerto si tenne a Dallas, Texas, l'11 dicembre. Il secondo ebbe luogo al "Warehouse" di New Orleans, in Louisiana, il 12 dicembre 1970, durante il quale Morrison collassò sul palco (Il batterista John Densmore raccontò l'incidente nella sua autobiografia Riders on the Storm). Dopo lo show, egli si incontrò con Ray e Robby, e insieme decisero di non esibirsi più dal vivo a causa dello stato di salute fisica e mentale di Morrison. Quando il disco fu finalmente pubblicato, nell'aprile 1971, ricevendo un plauso quasi unanime della critica, Morrison si era ormai già trasferito a Parigi, dove sarebbe morto tre mesi dopo, il 3 luglio 1971.

### Copertina

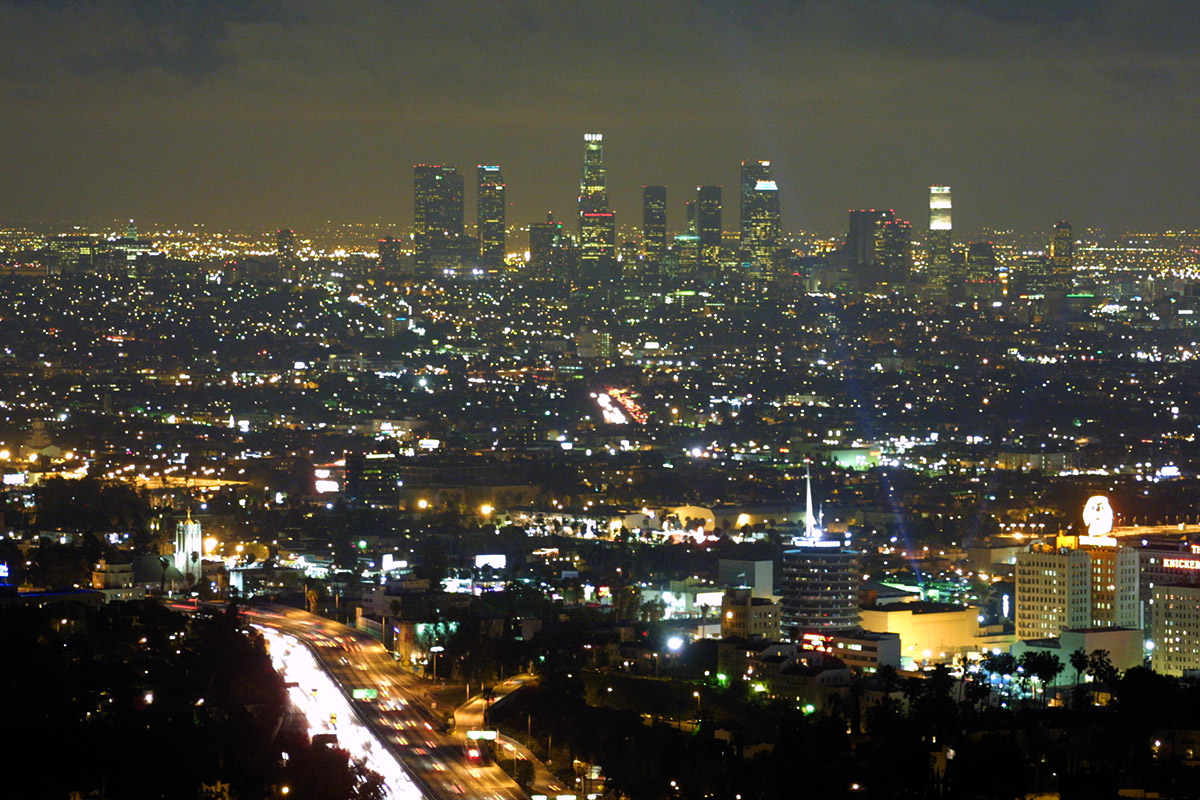
Panorama notturno del Downtown di Los Angeles

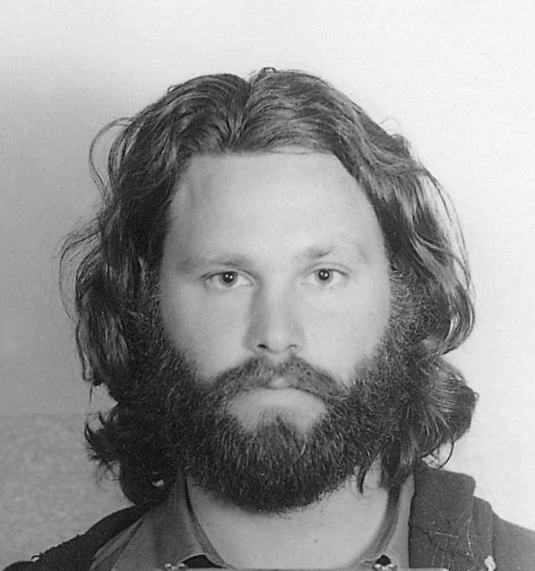
Il nuovo look "più adulto" di Morrison nel 1970

La copertina dell'album ritrae i membri della band, da sinistra a destra: Manzarek, Densmore, Krieger e Morrison, con quest'ultimo che volle apparire più piccolo e basso rispetto agli altri e con il suo look barbuto da poeta bohémien più maturo, ormai lontano da quello del sex symbol di pochi anni prima. La foto è virata in giallo, su sfondo rosso porpora. La scelta di Morrison di essere rappresentato in copertina senza artifici o trucchi di sorta era in voluto contrasto con la Elektra Records a cui conveniva la sua immagine da idolo delle teenager. Infatti, nel novembre '70, in previsione del mercato natalizio, la Elektra, in mancanza di un nuovo album della band, aveva immesso sul mercato una raccolta di tredici brani intitolata 13, pubblicata senza la loro approvazione. La copertina mostrava una classica foto dei Doors prima maniera, in cui campeggiava l'immagine di un Jim Morrison senza barba, ritratto assai più grande degli altri nello stile della copertina del primo album. La cosa fece infuriare soprattutto Morrison, che per rappresaglia minacciò di lasciare l'etichetta.

## Tracce
Lato A
Testi e musiche di The Doors.
1. The Changeling – 4:20
2. Love Her Madly – 3:18
3. Been Down So Long – 4:40
4. Cars Hiss by My Window – 4:10
5. L.A. Woman – 7:49

Lato B
Testi e musiche di The Doors eccetto dove indicato.
1. L'America – 4:35
2. Hyacinth House – 3:10
3. Crawling King Snake – 4:57 (John Lee Hooker, arr. The Doors)
4. The WASP (Texas Radio and the Big Beat) – 4:12
5. Riders on the Storm – 7:14

Edizione CD del 2007 (40º anniversario, riedizione rimasterizzata con bonus), pubblicato dalla Elektra Records (R2 101155)
Testi e musiche di The Doors, eccetto dove indicato.
1. The Changeling – 4:24
2. Love Her Madly – 3:39
3. Been Down So Long – 4:44
4. Cars Hiss by My Window – 4:58
5. L.A. Woman – 7:59
6. L'America – 4:34
7. Hyacinth House – 3:13
8. Crawling King Snake – 5:01 (John Lee Hooker)
9. The WASP (Texas Radio and The Big Beat) – 4:16
10. Riders on the Storm – 7:08
11. Orange County Suite – 5:45 – Bonus Track
12. (You Need Meat) Don't Go No Further – 3:41 (Willie Dixon) – Bonus Track

Edizione doppio CD del 2011 (40º anniversario, riedizione), pubblicato dalla Elektra Records (8122-79755-1)
CD 1
Testi e musiche di The Doors, eccetto dove indicato.
1. The Changeling – 4:19
2. Love Her Madly – 3:19
3. Been Down So Long – 4:39
4. Cars Hiss by My Window – 4:10
5. L.A. Woman – 7:52
6. L'America – 4:35
7. Hyacinth House – 3:18
8. Crawling King Snake – 4:59 (John Lee Hooker)
9. The WASP (Texas Radio and The Big Beat) – 4:14
10. Riders on the Storm – 7:15

CD 2
Testi e musiche di The Doors, eccetto dove indicato.
1. The Changeling (Alternate Version) – 4:50 – Previously Unissued
2. Love Her Madly (Alternate Version) – 3:57 – Previously Unissued
3. Cars Hiss by My Window (Alternate Version) – 4:40 – Previously Unissued
4. L.A. Woman (Alternate Version) – 8:49 – Previously Unissued
5. The WASP (Texas Radio and The Big Beat) (Alternate Version) – 5:34 – Previously Unissued
6. Been Down So Long (Alternate Version) – 5:06 – Previously Unissued
7. Riders on the Storm (Alternate Version) – 9:08 – Previously Unissued
8. She Smells So Nice – 3:23 – Previously Unissued
9. Rock Me – 5:56 (Muddy Waters) – Previously Unissued

iTunes Bonus Tracks
Testi e musiche di The Doors.
1. L.A. Woman (Take 1)
2. Crawling King Snake (Run Through and Studio Chatter)

Amazon Bonus Tracks
Testi e musiche di The Doors.
1. Love Her Madly (Take 1)
2. The Changeling (Take 9)

Spotify Bonus Track
Testi e musiche di The Doors.
1. The WASP (Texas Radio and The Big Beat) (Instrumental)

## Formazione
The Doors
- Jim Morrison - voce
- Robby Krieger - Chitarra
- Ray Manzarek - organo Hammond, pianoforte, Fender Rhodes, Gibson G-101 , chitarra traccia 2
- John Densmore - batteria, congas

Altri musicisti
- Marc Benno - chitarra ritmica (tracce 3, 4, 5, 8)
- Jerry Scheff - basso

## Classifica
- Billboard Music Charts (Nord America)

### Album
| Anno | Classifica | Posizione |
| ---- | ---------- | --------- |
| 1971 | Pop Albums | 9         |

### Singoli
| Anno | Singolo                                              | Classifica  | Posizione |
| ---- | ---------------------------------------------------- | ----------- | --------- |
| 1971 | Love Her Madly / (You Need Meat) Don't Go No Further | Pop Singles | 11        |
| 1971 | Riders on the Storm / The Changeling                 | Pop Singles | 14        |